# Samsung Galaxy 3
Samsung Galaxy 3 (znany jako: Apollo, i5800) – smartfon produkcji firmy Samsung wyposażony w moduły Bluetooth, Wi-Fi, GPS oraz moduły łączności GPRS, EDGE (GSM) i WCDMA, HSDPA (UMTS). Urządzenie pracuje pod kontrolą systemu operacyjnego Android. Apollo wyposażony jest w dotykowy (pojemnościowy) wyświetlacz TFT LCD o przekątnej 3,2", czytnik kart pamięci microSD), złącze microUSB oraz złącze słuchawkowe jack 3,5 mm (minijack).